# تريسي هوغ
تريسي هوغ (بالإنجليزية: Tracy Hogg)‏ هي ممرضة وكاتِبة بريطانية، ولدت في 6 أغسطس 1960 في دونكاستر في المملكة المتحدة، وتوفي بنفس المكان في 25 نوفمبر 2004.

## وصلات خارجية
- تريسي هوغ على موقع IMDb (الإنجليزية)